# Harrison A. Williams

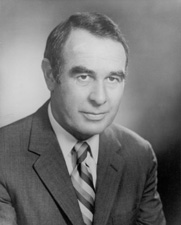
Harrison A. Williams

Harrison Arlington "Pete" Williams, Jr., född 10 december 1919 i Plainfield, New Jersey, död 17 november 2001 i Denville, New Jersey, var en amerikansk demokratisk politiker. Han representerade delstaten New Jersey i båda kamrarna av USA:s kongress, först i representanthuset 1953-1957 och sedan i senaten 1959-1982. Hans politiska karriär tog ett abrupt slut som resultat av FBI:s operation Abscam. Han avtjänade sedan ett fängelsestraff för mutbrott.
Williams utexaminerades 1941 från Oberlin College. Han arbetade sedan som journalist i Washington, D.C. och studerade vid Georgetown University Foreign Service School. Han tjänstgjorde sedan som pilot i USA:s flotta. Han studerade juridik efter kriget och avlade 1948 juristexamen vid Columbia University.
Kongressledamoten Clifford P. Case avgick 1953. Williams vann fyllnadsvalet för att efterträda Case i representanthuset. Han omvaldes 1954. Williams besegrades i kongressvalet 1956 av republikanen Florence P. Dwyer.
Williams efterträdde 1959 Howard Alexander Smith som senator för New Jersey. Han omvaldes 1964, 1970 och 1976. I operationen Abscam låtsades FBI-agenter att de var förmögna araber och erbjöd mutor åt politiker. Williams dömdes för mutbrott och han avgick 1982 som senator innan senaten hann rösta om att avskeda honom. Han avtjänade sitt fängelsestraff i ett federalt fängelse och frigavs i januari 1986. Williams medgav att han led av alkoholism under sina sista år i senaten.